# PC-3

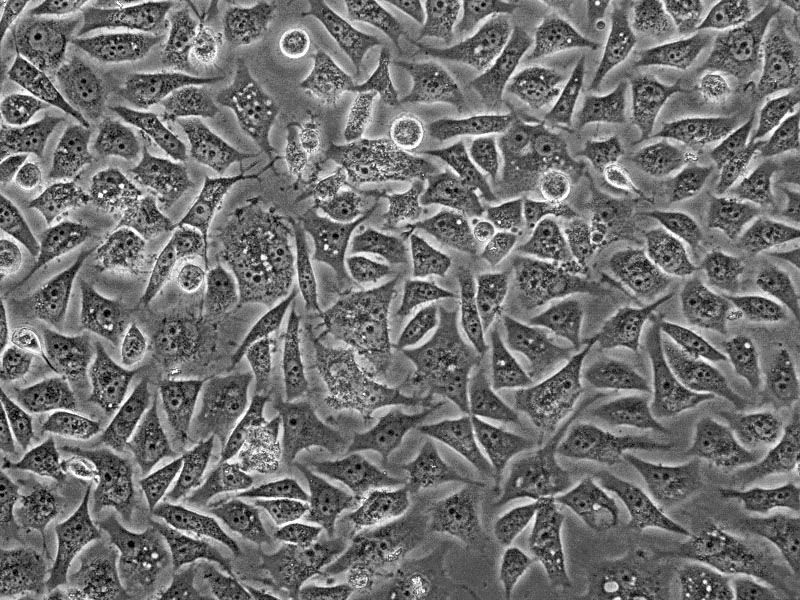
PC-3細胞

PC-3是用於前列腺癌研究和藥物開發的人類前列腺癌細胞系，最初是在1979年分離自一名62歲白人男性的前列腺癌患者。 

## 特徵

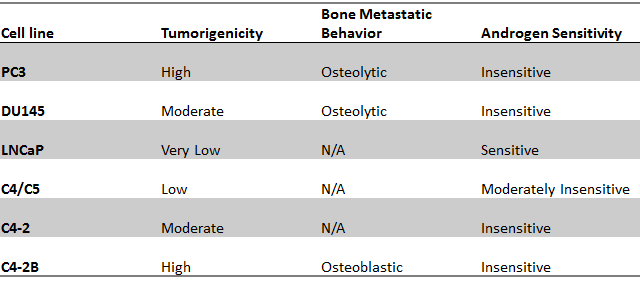
常見前列腺癌細胞系的特性

PC-3細胞睾丸激素5α還原酶及酸性磷酸酶的活性低，並且不會表達前列腺特異抗原。有核型分析報告表明PC-3細胞是近三倍體的，具有62條染色體，當中並沒有Y染色體的存在。電子顯微鏡顯示PC-3細胞表現出低分化腺癌的特徵，並且具有上皮起源的贅生性細胞共有的特徵，例如許多微絨毛、接合複合物、異常的細胞核、核仁及線粒體、環孔片層及脂質體。這些細胞對雄激素、糖皮質激素及成纖維細胞生長因子並没有任何反應，但有研究表明該細胞會受表皮生長因子所影響。這些細胞可在小鼠中建立皮下腫瘤異種移植物，以研究腫瘤環境和治療藥物功能。PC-3細胞可用於研究晚期前列腺癌細胞的生化變化，以及評估其對化學治療劑的反應。 PC-3細胞還用於研究表現出免疫反應的哺乳動物細胞中的病毒感染。與具有中等轉移潛能的DU145細胞和具有低轉移潛能的LNCaP細胞相比，PC-3細胞具有較高的轉移潛能。

## 另見
- DU145
- LNCaP

## 外部連結
- Cellosaurus entry for PC-3（页面存档备份，存于）